# Gewerkschaft Verwaltung und Verkehr

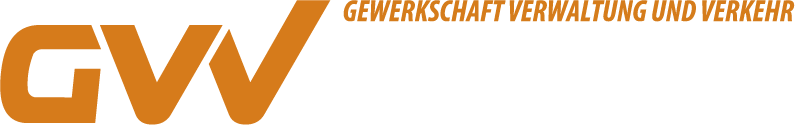
Logo der Gewerkschaft Verwaltung und Verkehr

Die Gewerkschaft Verwaltung und Verkehr (GVV) (ehemals
Die Verwaltungs Gewerkschaft (DVG) Berlin) ist aus dem Landesverband Berlin der Deutschen Verwaltungs-Gewerkschaft im Deutschen Beamtenbund hervorgegangen. Diese ging aus „Die Neue Gewerkschaft“ hervor, die 1998 gegründet wurde.
Nachdem die DVG Berlin erst Mitte 2004 in den Deutschen Beamtenbund Berlin aufgenommen worden war, hatte ihr stellvertretender Landesvorsitzender Klaus-Dietrich Schmitt im September 2004 einen eigenen Wahlvorschlag „Jetzt reicht’s“ zur Neuwahl des Hauptpersonalrates des Landes Berlin eingereicht. Der Wahlvorschlag erhielt 3 von 31 Stimmen im Hauptpersonalrat Berlin. Wegen dieses eigenmächtigen Wahlvorschlages schloss der Landeshauptvorstand des dbb Berlin die DVG Berlin durch Beschluss vom 26. Oktober 2004 einstimmig aus.
Die DVG Berlin hat sich danach in Die Verwaltungs Gewerkschaft und am 17. Januar 2006, um einen etwaigen Rechtsstreit mit der „Deutschen Verwaltungsgewerkschaft“ (Mitglied im dbb) zu vermeiden, in Gewerkschaft Verwaltung und Verkehr (Die Unabhängige in Berlin) umbenannt und im Vereinsregister beim Amtsgericht Berlin-Charlottenburg eintragen lassen. Die Gewerkschaft erhebt einen Monatsbeitrag von 10 Euro. Sie hat 420 Mitglieder in Berlin.
Besondere Bedeutung erlangte die Gewerkschaft durch den Tarifkonflikt bei den Berliner Verkehrsbetrieben im Sommer 2005. Der BVG-Vorstand hat mit den Gewerkschaften ver.di und dbb berlin die Anwendung des Spartentarifvertrages Nahverkehr vereinbart. Eine Betriebsgruppe bei der BVG hat dieses nicht akzeptiert und seine Beschäftigten zum Widerstand aufgerufen. Daraufhin wurde der vierköpfige Vorstand der Betriebsgruppe aus der gkl berlin ausgeschlossen. Auf der Suche nach einer neuen Gewerkschaft hat die Verwaltungs Gewerkschaft ihre Bereitschaft zur Aufnahme signalisiert. Nachdem schon ca. 200 Beschäftigte der Berliner Verkehrsbetriebe ihren Beitritt zur Gewerkschaft erklärt haben, war diese nunmehr bereit, Rechtsschutz gegen die Anwendung des Spartentarifvertrages Nahverkehr zu gewähren. Hier wurden am 22. Dezember 2005 zwei Klagen (ein Angestellter-BAT, ein Arbeiter-BMTG) beim Arbeitsgericht Berlin eingereicht. Hierzu werden am 9. Februar 2006 in beiden Klagefällen Güteverhandlungen durchgeführt. Die Berufungsverhandlungen beim Landesarbeitsgericht Berlin sind am 23. Oktober 2006 gescheitert. Die GVV will Nichtzulassungsbeschwerde beim Bundesarbeitsgericht einreichen. 
Aufgrund der Verwechselungsgefahr mit der Deutschen Verwaltungs-Gewerkschaft (DVG) im dbb in Mainz, hat sich die "Die Verwaltungs Gewerkschaft" am 17. Januar 2006 auf einer Mitgliederversammlung in Gewerkschaft Verwaltung und Verkehr (GVV) mit dem Zusatz Die Unabhängige für Berlin umbenannt.